# Turmhügel Petzenbach
Der Turmhügel Petzenbach ist eine abgegangene Turmhügelburg (Motte) in dem Gemeindeteil Petzenbach des niederbayerischen Marktes Eichendorf im Landkreis Dingolfing-Landau. Er liegt ca. 160 m südwestlich der Einöde Petzenbach und 650 m östlich von dem Kirchdorf Perbing. Er wird als Bodendenkmal unter der Aktennummer D-2-7343-0048 im Bayernatlas als „Turmhügel des Mittelalters“ geführt. 

## Beschreibung
Am Fuß eines zum Pettenbach, einem rechten Zufluss der Vils, abfallenden bewaldeten Hanges liegt ein durch einen hufeisenförmigen Graben aus dem Hang herausgeschnittener Kegel; dieser besitzt einen Durchmesser an seiner Basis von 35 m und auf dem um 2 m erhöhten Plateau von 20 m. Dieses weist in Richtung Graben einen ausgeprägten Schildwall von 2 m Höhe auf. Der von der Höhe herunterlaufende Graben ist um 3,5 m eingetieft und läuft mit seinen beiden Schenkeln in der Talniederung aus. Seine Außenböschung zum Hinterland beträgt 2,5 m. Reste von Ziegel- oder Steinmauerwerk wurden nicht gefunden.